# Megachile crenulata
Megachile crenulata là một loài Hymenoptera trong họ Megachilidae. Loài này được Fox mô tả khoa học năm 1896.